# Nosálov
Obec Nosálov (dříve Nosaadel, Nossadel, též Nosáhlov, něm. Nosadl) se nachází v okrese Mělník, kraj Středočeský. Rozkládá se při jihovýchodním okraji Ralské pahorkatiny asi dvacet kilometrů severovýchodně od Mělníka a osmnáct kilometrů severozápadně od Mladé Boleslavi; probíhá jí východní hranice Chráněné krajinné oblasti Kokořínsko – Máchův kraj. Žije zde 183 obyvatel. Centrální zástavba obce je od roku 1995 chráněna jako vesnická památková rezervace.

## Historie
První písemná zmínka o vesnici Nosaleis pochází z roku 1324. K roku 1399 se připomíná Ješek s příjmením Nossal. Od dvora tohoto rodu bylo odvozeno označení Nosálův, které přešlo na název celé obce.

## Obyvatelstvo
| Rok            | 1869 | 1880 | 1890 | 1900 | 1910 | 1921 | 1930 | 1950 | 1961 | 1970 | 1980 | 1991 | 2001 | 2011 | 2021 |
| -------------- | ---- | ---- | ---- | ---- | ---- | ---- | ---- | ---- | ---- | ---- | ---- | ---- | ---- | ---- | ---- |
| Počet obyvatel | 767  | 673  | 629  | 539  | 491  | 526  | 513  | 306  | 268  | 265  | 224  | 176  | 152  | 168  | 197  |
| Počet domů     | 122  | 118  | 124  | 119  | 117  | 110  | 117  | 103  | 78   | 72   | 65   | 103  | 106  | 107  | 118  |

## Obecní správa

### Územněsprávní začlenění
Dějiny územněsprávního začleňování zahrnují období od roku 1850 do současnosti. V chronologickém přehledu je uvedena územně administrativní příslušnost obce v roce, kdy ke změně došlo:
- 1850 země česká, kraj Jičín, politický okres Mladá Boleslav, soudní okres Bělá[8]
- 1855 země česká, kraj Mladá Boleslav, soudní okres Bělá
- 1868 země česká, politický okres Mnichovo Hradiště, soudní okres Bělá
- k 21. listopadu 1938 německá říše, říšská župa Sudety, politický okres Jablonné v Podještědí (Deutsh Gabel), v letech 1938–1945 byl Nosálov i Libovice součástí Německé říše.
- k 1. květnu 1939 německá říše, říšská župa Sudety, politický okres Česká Lípa
- k 1. srpnu 1939 německá říše, říšská župa Sudety, politický okres Dubá
- 1939 země česká, Oberlandrat Jičín, politický okres Mnichovo Hradiště, soudní okres Bělá[9],
- 1942 země česká, Oberlandrat Praha, politický okres Mladá Boleslav, soudní okres Bělá[10]
- 1945 země česká, správní okres Mnichovo Hradiště, soudní okres Bělá[11]
- 1949 Liberecký kraj, okres Doksy[12]
- 1960 Středočeský kraj, okres Mělník
- k 1. lednu 1980 Středočeský kraj, okres Mělník, město Mšeno[13]
- k 24. listopadu 1990 Středočeský kraj, okres Mělník[13]
- 2003 Středočeský kraj, okres Mělník, obec s rozšířenou působností Mělník

### Části obce
- Nosálov
- Brusné 1.díl
- Libovice
- Příbohy

### Obecní symboly
Znak a vlajka byly obci uděleny rozhodnutím předsedkyně Poslanecké sněmovny Parlamentu České republiky dne 24. února 2011.

## Doprava
Dopravní síť
- Pozemní komunikace – Obcí prochází II/273 Mělník – Mšeno – Nosálov – Doksy.
- Železnice – Železniční stanice na území obce nejsou.
- Cyklistika – Územím obce vedou cyklotrasy č. 143 Ráj – Nosálov – Skalsko a č. 0014 Nosálov – Bezdědice – Okna – Doksy.
- Pěší turistika – Obcí vedou modře značená turistická trasa Mšeno – Lobeč – Nosálov – Vrátenská hora – Houska, žlutě značená trasa Nosálov, záp. okraj – Na Fučíkovském a žlutě značená trasa Nosálov, U Nás – Suchý Mlýn.

Veřejná doprava 2012
Autobusová doprava – V obci měly zastávky příměstské autobusové linky Nosálov–Mšeno (v pracovních dnech 5 spojů) a Nosálov–Katusice (v pracovních dnech 2 spoje tam i zpět) (dopravce Kokořínský SOK). O víkendu byla obec bez dopravní obsluhy.

## Pamětihodnosti
- Kaple Nejsvětější Trojice v jihovýchodní části návsi
- soubor lidových staveb, převážně roubených domů z 18.–19. století (čp. 3, 4, 8 až 12, 21, 25-26, 30, 32, 34, 36, 41, 45), prohlášený roku 1955 za památkovou rezervaci
- Památné stromy (lípy malolisté) v severozápadní části návsi
  - dvě lípy u čp. 8 [souř 1]
  - lípa u čp. 10 [souř 2]
- Sellnerovo hradiště, archeologické naleziště

## Rodáci
- Václav Frost (1814–1865), římskokatolický kněz a pedagog, průkopník „bilingvální výuky neslyšících“